# Gerhart Seger
Gerhart Seger (né le 16 novembre 1896 à Leipzig - mort le 21 janvier 1967 à New York) était un homme politique social-démocrate allemand.

## Œuvres
- (de) Oranienburg : Erster authentischer Bericht eines aus dem Konzentrationslager Geflüchteten, préface de Heinrich Mann, Karlsbad, 1934
- (fr) Oranienbourg, sinistre geôle de l'enfer hitlérien, Paris, Editions Jean Crès, 1934

- Notices d'autorité :   - VIAF
  - ISNI
  - BnF (données)
  - IdRef
  - LCCN
  - GND
  - CiNii
  - Pays-Bas
  - Israël
  - NUKAT
  - Australie
  - Norvège
  - Tchéquie
  - WorldCat